# Nürnberg Rothenburgerstraße
Nürnberg-Rothenburgerstraße (niem. Bahnhof Nürnberg-Rothenburgerstraße) – przystanek kolejowy w Norymberdze, w kraju związkowym Bawaria, w Niemczech. Znajduje się na linii Norymberga – Bamberg. Według DB Station&Service ma kategorię 5. Położony jest w dzielnicy Gostenhof i jest częścią linii S1 S-Bahn w Norymberdze.

## Linie kolejowe
- Linia Norymberga – Bamberg

## Połączenia
| Linia | Trasa | Takt   |
| ----- | --- | ------ |
| S1    | Bamberg – Strullendorf – Hirschaid – Buttenheim – Eggolsheim – Forchheim – Kersbach – Baiersdorf – Bubenreuth – Erlangen – Erlangen Paul-Gossen-Straße – Erlangen-Bruck – Eltersdorf – Vach – Fürth-Unterfarrnbach – Fürth Hauptbahnhof – Rothenburger Str. – Steinbühl – Hauptbahnhof – Dürrenhof – Ostring – Mögeldorf – Rehhof – Laufamholz – Schwaig – Röthenbach (Pegnitz) – Steinberg – Seespitze – Lauf West – Lauf (links Pegnitz) – Ottensoos – Henfenfeld – Hersbruck (links Pegnitz) – Happurg – Pommelsbrunn – Hartmannshof | 20 min |